# Oribatula pisacensis
Oribatula pisacensis är en kvalsterart som beskrevs av Hammer 1961. Oribatula pisacensis ingår i släktet Oribatula och familjen Oribatulidae. Inga underarter finns listade i Catalogue of Life.